# Đặng Đình Linh
Đặng Đình Linh (sinh 1929), nguyên là một tướng lĩnh thuộc Quân chủng Không Quân của Quân lực Việt Nam Cộng hòa, cấp bậc Chuẩn tướng. Ông xuất thân từ trường Sĩ quan Trừ bị do Quân đội Pháp và Quân đội Quốc gia Việt Nam mở ra ở một tỉnh thuộc miền Duyên hải Bắc phần (sau chuyển vào trường Sĩ quan Trừ bị ở miền Nam) với mục đích đào tạo sĩ quan người Việt để phục vụ trong Quân đội Liên hiệp Pháp. Ra trường phục vụ trong đơn vị Bộ binh được 6 tháng. Sau đó, ông trúng tuyển chuyển sang Quân chủng Không quân.

## Tiểu sử & Binh nghiệp
Ông sinh vào tháng 4 năm 1929 trong một gia đình thương nhân khá giả tại Hà Nội. Năm 1950, ông tốt nghiệp Trung học chương trình Pháp ở trường Trung học Lycée Albert Sarraut Hà Nội ban Toán với văn bằng Tú tài toàn phần (Part II).

### Quân đội Quốc gia Việt Nam
Cuối tháng 9 năm 1951, thi hành lệnh động viên ông nhập ngũ vào Quân đội Quốc gia, mang số quân: 49/600.089. Theo học khóa 1 Lê Lợi tại trường Sĩ quan Trừ bị Nam Định, khai giảng ngày 1 tháng 10 năm 1951. Sau 2 tuần thụ huấn, cùng trong số 18 khoá sinh được chuyển vào trường Sĩ quan Trừ bị Thủ Đức để tiếp tục học ngành chuyên môn về: Pháo binh, Truyền tin và Công binh, cùng học chung với các khóa sinh của khóa 1 Lê Văn Duyệt của trường Thủ Đức. Ngày 1 tháng 6 năm 1952 mãn khóa tốt nghiệp với cấp bậc Thiếu úy. Ra trường ông được điều đi phục vụ tại Đệ tam Quân khu ở Bắc phần.
Đầu năm 1953, thi trúng tuyển chuyển sang Quân chủng Không quân, du học khóa sĩ quan Cơ khí Hàng không tại trường Võ bị Không quân Salon de Provence ở miền Nam nước Pháp.

### Quân đội Việt Nam Cộng hòa
Tháng 7 năm 1955, mãn khóa về nước, ông được giữ chức sĩ quan Phụ tá Kỹ thuật tại Trung tâm Huấn luyện Liên Phi đoàn 1 Vận tải do Đại úy Huỳnh Minh Bon làm Chỉ huy trưởng. Đến tháng 11, chuyển sang phục vụ Quân đội Việt Nam Cộng hòa. Đầu năm 1958, ông được thăng cấp Trung úy đồng thời cùng với 2 viên Trung úy khác là Từ Văn Bê và Dương Xuân Nhơn được cử đi tu nghiệp tại căn cứ Không quân Hoa Kỳ Clark ở Philippines. Đến tháng 3 năm 1960, ông được thăng cấp Đại úy tại nhiệm và được cử giữ chức vụ Chỉ huy trưởng Trung tâm Kỹ thuật Vận tải Liên Phi đoàn 1. Đầu năm 1962, ông được thăng cấp Thiếu tá làm Phụ tá Kỹ thuật căn cứ 3 Trợ lực Không quân Tân Sơn Nhứt.
Đầu tháng 1 năm 1965, ông được thăng cấp Trung tá giữ chức Trưởng khối Không cụ tại Bộ tư lệnh Không quân trải qua 2 vị Tư lệnh là Thiếu tướng Nguyễn Cao Kỳ và Đại tá Trần Văn Minh. Đến đầu năm 1970, ông được thăng cấp Đại tá và được cử vào chức vụ Tham mưu phó Tiếp vận tại Bộ tư lệnh Không quân đướ quyền Tư lệnh là Trung tướng Trần Văn Minh.
Ngày lễ Quốc khánh Đệ nhị Cộng hòa 1 tháng 11 năm 1972, ông được thăng cấp Chuẩn tướng tại nhiệm và ở chức vụ Tham mưu phó Tiếp vận cho đến cuối tháng 4 năm 1975.

## 1975
Những ngày cuối của tháng 4, ông di tản ra khỏi Việt Nam. Sau đó sang Hoa Kỳ định cư tại Garland thuộc Tiểu bang Texas.

## Gia đình
- Phu nhân: Bà Đào Thị Kim Dung (1939-2015).